# Wang Ja-fan
Wang Ja-fan (čínsky pchin-jinem Wáng Yǎfán, znaky tradiční 王雅繁, * 30. dubna 1994 Nanking) je čínská profesionální tenistka. Ve své dosavadní kariéře na okruhu WTA Tour vyhrála jeden singlový a tři deblové turnaje. V sérii WTA 125 získala jeden singlový a čtyři deblové triumfy. V rámci okruhu ITF získala do července 2023 šestnáct titulů ve dvouhře a sedm ve čtyřhře.
Na žebříčku WTA byla ve dvouhře nejvýše klasifikována v říjnu 2019 na 47. místě a ve čtyřhře v únoru 2016 na 49. místě. Trénuje ji Alejandro Dulko.
V čínském týmu Billie Jean King Cupu debutovala v roce 2016 utkáním 1. skupiny asijsko-oceánské zóny proti Tchaj-wanu, v němž s Liang Čchen vyhrála čtyřhru. Číňanky zvítězily 5:0 na zápasy. Do dubna 2024 v soutěži nastoupila k osmi mezistátním utkáním s bilancí 3–2 ve dvouhře a 6–1 ve čtyřhře.

## Tenisová kariéra
V rámci hlavních soutěží událostí okruhu ITF debutovala v dubnu 2010, když nastoupila do turnaje s dotací 10 tisíc dolarů v čínském Ning-pu. Ve druhém kole ji vyřadila krajanka Čeng Saj-saj. V deblové soutěži však získala premiérovou trofej.

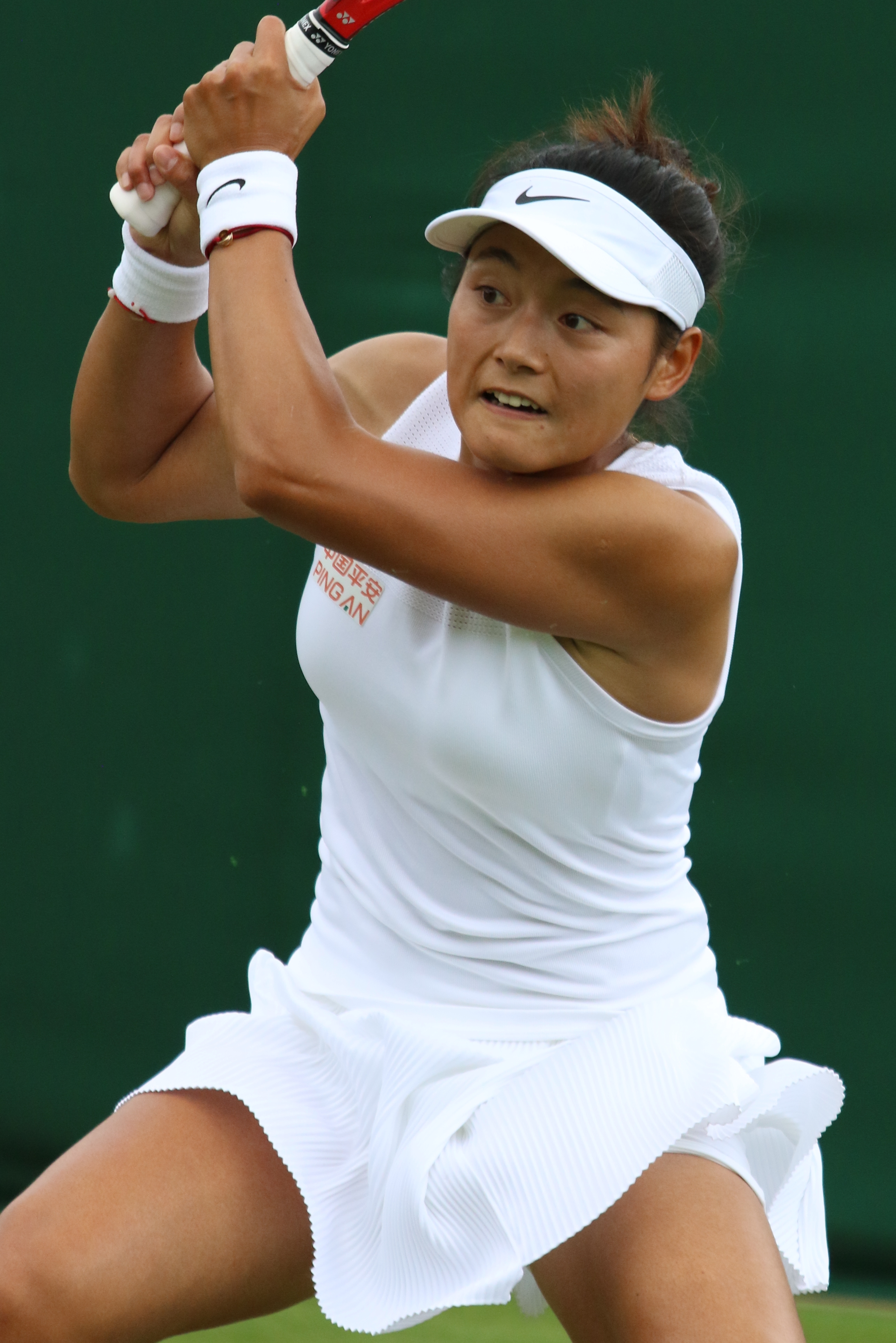
Bekhend ve Wimbledonu 2019

Na okruhu WTA Tour v hlavní soutěži debutovala ve čtyřhře Šen-čen Open 2014, v níž startovala po boku krajanky Čeng Ťie. Nejdříve vyřadily pár Sun C'-jüe a Sü Š'-lin, a poté třetí nasazenou dvojici Iryna Burjačoková a Oxana Kalašnikovová. V semifinále skončily na raketách pozdějších vítězek Moniky Niculescuové a Kláry Zakopalové.
Na zářijovém Guangzhou Open 2014, konaném na tvrdých dvorcích v Kantonu, obdržela od pořadatelů divokou kartu. Na úvod překvapivě vyřadila nejvýše nasazenou světovou dvacítku Samanthu Stosurovou. Poté přehrála kvalifikantky Petru Martićovou a Čang Kchaj-lin, aby v semifinále uhrála jen dva gamy na Rumunku Moniku Niculescuovou.
Premiérové finále na okruhu WTA Tour odehrála na lednovém Šen-čen Open 2015, když ve finále čtyřhry s Liang Čchen skončily na raketách ukrajinského sesterského páru Ljudmyly a Nadiji Kičenokových. První titul získala o dva měsíce později na Malaysian Open 2015, probíhajícím v Kuala Lumpur. Opět s Liang Čchen zvítězily v boji o turnajovou trofej nad ukrajinskou dvojicí Julia Bejgelzimerová a Olga Savčuková.
Na jednom ze dvou závěrečných turnajů sezóny, premiérovém ročníku čuchajského WTA Elite Trophy 2015, vyhrála s Liang Čchen deblovou soutěž po finálovém vítězství nad španělskou dvojicí Anabel Medinaová Garriguesová a Arantxa Parraová Santonjaová ve dvou sadách. Premiérový singlový titul na túře WTA si odvezla z březnového Abierto Mexicano Telcel 2019 v Acapulku. Ve finále zdolala americkou turnajovou pětku Sofii Keninovou, když otočila průběh utkání ze ztráty setu a prolomeného podání ve druhé sadě. Bodový zisk ji v následném vydání posunul na nové kariérní maximum, 49. místo. V témže měsíci poprvé porazila členku elitní světové desítky. Ve druhém kole Miami Open 2019 dohrála na její raketě pátá hráčka žebříčku Elina Svitolinová.

## Finále na okruhu WTA Tour
| Legenda                           |
| --------------------------------- |
| D – dvouhra; Č – čtyřhra          |
| Grand Slam (0)                    |
| Turnaj mistryň (0)                |
| WTA Elite Trophy (1–0 Č)          |
| Premier Mandatory & Premier 5 (0) |
| Premier (0)                       |
| International (1–0 D; 2–4 Č)      |

### Dvouhra: 1 (1–0)
| Stav    | č. | datum          | turnaj           | povrch | soupeřka ve finále | výsledek      |
| ------- | -- | -------------- | ---------------- | ------ | ------------------ | ------------- |
| Vítězka | 1. | 2. března 2019 | Acapulko, Mexiko | tvrdý  | Sofia Keninová     | 2–6, 6–3, 7–5 |

### Čtyřhra: 7 (3–4)
| Stav       | č. | datum             | turnaj                 | povrch    | spoluhráčka     | soupeřky ve finále                                   | výsledek           |
| ---------- | -- | ----------------- | ---------------------- | --------- | --------------- | ---------------------------------------------------- | ------------------ |
| Finalistka | 1. | 5. ledna 2015     | Šen-čen, Čína          | tvrdý     | Liang Čchen     | Ljudmyla Kičenoková Nadija Kičenoková                | 4–6, 6–7(6–8)      |
| Vítězka    | 1. | 2. března 2015    | Kuala Lumpur, Malajsie | tvrdý     | Liang Čchen     | Julia Bejgelzimerová Olga Savčuková                  | 4–6, 6–3, [10–4]   |
| Vítězka    | 2. | 8. listopadu 2015 | Ču-chaj, Čína          | tvrdý (h) | Liang Čchen     | Anabel Medina Garriguesová Arantxa Parra Santonjaová | 6–4, 6–3           |
| Finalistka | 2. | 6. března 2016    | Kuala Lumpur, Malajsie | tvrdý     | Liang Čchen     | Varatčaja Vongteančajová Jang Čao-süan               | 6–4, 4–6, [7–10]   |
| Vítězka    | 3. | 4. února 2018     | Tchaj-pej, Tchaj-wan   | tvrdý (h) | Tuan Jing-jing  | Nao Hibinová Oxana Kalašnikovová                     | 7–6(7–4), 7–6(7–5) |
| Finalistka | 3. | 3. února 2019     | Hua Hin, Thajsko       | tvrdý     | Anna Blinkovová | Irina-Camelia Beguová Monica Niculescuová            | 6–2, 1–6, [10–12]  |
| Finalistka | 4. | 8. března 2020    | Monterrey, Mexiko      | tvrdý     | Miju Katová     | Kateryna Bondarenková Sharon Fichmanová              | 6–4, 3–6, [7–10]   |

## Finále série WTA 125
| Legenda                  |
| ------------------------ |
| D – dvouhra; Č – čtyřhra |
| WTA 125 (1–1 D; 4–1 Č)   |

### Dvouhra: 2 (1–1)
| Stav       | č. | datum          | turnaj                  | povrch | soupeřka ve finále  | výsledek      |
| ---------- | -- | -------------- | ----------------------- | ------ | ------------------- | ------------- |
| Finalistka | 1. | 22. dubna 2018 | Čeng-čou, Čína          | tvrdý  | Čeng Saj-saj        | 7–5, 2–6, 1–6 |
| Vítězka    | 1. | 19. srpna 2023 | Stanford, Spojené státy | tvrdý  | Kamilla Rachimovová | 6–2, 6–0      |

### Čtyřhra: 5 (4–1)
| Stav       | č. | datum              | turnaj           | povrch    | spoluhráčka            | soupeřky ve finále                       | výsledek         |
| ---------- | -- | ------------------ | ---------------- | --------- | ---------------------- | ---------------------------------------- | ---------------- |
| Finalistka | 1. | 2. srpna 2015      | Nan-čchang, Čína | tvrdý     | Čan Ťing-wej           | Čang Kchaj-čen Čeng Saj-saj              | 6–3, 4–6, [10–3] |
| Vítězka    | 1. | 15. listopadu 2015 | Hua Hin, Thajsko | tvrdý     | Liang Čchen            | Varatčaja Vongteančajová Jang Čao-süan   | 6–3, 6–4         |
| Vítězka    | 2. | 12. listopadu 2017 | Hua Hin, Thajsko | tvrdý (h) | Tuan Jing-jing         | Dalila Jakupovićová Irina Chromačovová   | 6–3, 6–3         |
| Vítězka    | 3. | 22. dubna 2018     | Čeng-čou, Čína   | tvrdý     | Tuan Jing-jing         | Naomi Broadyová Yanina Wickmayerová      | 7–6 (7–5), 6–3   |
| Vítězka    | 4. | 10. června 2018    | Bol, Chorvatsko  | antuka    | Mariana Duque-Mariñová | Silvia Soler Espinosová Barbora Štefková | 6–3, 7–5         |

## Finále na okruhu ITF
| Dotace turnajů okruhu ITF | Dotace turnajů okruhu ITF |
| ------------------------- | ------------------------- |
| 100 000 $ tournaments     | 80 000 $ tournaments      |
| 75 000 $ tournaments      | 60 000 $ tournaments      |
| 50 000 $ tournaments      | 25 000 $ tournaments      |
| 15 000 $ tournaments      | 10 000 $ tournaments      |

### Dvouhra: 24 (16–8)
| Stav       | č.  | datum             | turnaj                | povrch    | soupeřka ve finále    | výsledek           |
| ---------- | --- | ----------------- | --------------------- | --------- | --------------------- | ------------------ |
| Vítězka    | 1.  | 30. dubna 2012    | Jakarta, Indonésie    | tvrdý     | Jen C’                | 6–1, 6–3           |
| Finalistka | 1.  | 10. prosince 2012 | Bangkok, Thajsko      | tvrdý     | Nungnadda Wannasuková | 3–6, 1–6           |
| Vítězka    | 2.  | 25. února 2013    | Sydney, Austrálie     | tvrdý     | Misa Egučiová         | 6–2, 6–0           |
| Vítězka    | 3.  | 26. srpna 2013    | Yeongwol, Jižní Korea | tvrdý     | Kim Son-džung         | 6–1, 6–4           |
| Vítězka    | 4.  | 2. září 2013      | Yeongwol, Jižní Korea | tvrdý     | Lee Pei-chi           | 2–6, 6–1, 6–2      |
| Finalistka | 2.  | 17. února 2014    | Salisbury, Austrálie  | tvrdý     | Čang Su-džong         | 3–6, 6–7(6–8)      |
| Vítězka    | 5.  | 7. července 2014  | Bangkok, Thajsko      | tvrdý     | Sabina Šaripovová     | 6–3, 6–2           |
| Vítězka    | 6.  | 14. července 2014 | Phuket, Thajsko       | tvrdý (h) | Sü I-fan              | 3–6, 6–2, 7–5      |
| Vítězka    | 7.  | 20. července 2015 | Čeng-čou, Čína        | tvrdý     | Tuan Jing-jing        | 6–4, 6–4           |
| Finalistka | 3.  | 10. dubna 2016    | Kašiwa, Japonsko      | tvrdý     | Čang Su-džong         | 4–6, 6–1, 3–6      |
| Finalistka | 4.  | 23. října 2016    | Su-čou, Čína          | tvrdý     | Čang Kchaj-čen        | 6–4, 2–6, 1–6      |
| Vítězka    | 8.  | 23. července 2017 | Tchien-ťin, Čína      | tvrdý     | Ču Lin                | 6–4, 6–2           |
| Vítězka    | 9.  | 29. října 2017    | Liou-čou, Čína        | tvrdý     | Nao Hibinová          | 3–6, 6–4, 3–3skreč |
| Finalistka | 5.  | 12. srpna 2018    | Ťi-nan, Čína          | tvrdý     | Ču Lin                | 4–6, 1–6           |
| Vítězka    | 10. | 4. listopadu 2018 | Liou-čou, Čína        | tvrdý     | Han Na-re             | 6–4, 6–2           |
| Vítězka    | 11. | únor 2022         | Antalya, Turecko      | antuka    | Katharina Hobgarská   | 7–5, 6–3           |
| Finalistka | 6.  | únor 2022         | Antalya, Turecko      | antuka    | Réka Luca Janiová     | 4–6, 3–6           |
| Finalistka | 7.  | březen 2023       | Swan Hill, Austrálie  | tráva     | Joanna Garlandová     | 3–6, 6–4, 6–7(7)   |
| Vítězka    | 12  | březen 2023       | Canberra, Austrálie   | antuka    | Olivia Gadecká        | 3–6, 6–2, 6–0      |
| Vítězka    | 13. | květen 2023       | Karuizawa, Japonsko   | tráva     | Haruka Kadžiová       | 6–0, 6–1           |
| Vítězka    | 14. | červen 2023       | Tokio, Japonsko       | tvrdý     | Johanne Svendsenová   | 6–1, 6–0           |
| Vítězka    | 15. | červen 2023       | Liou-čou, Čína        | tvrdý     | Jou Siao-ti           | 7–5, 6–2           |
| Vítězka    | 16. | červenec 2023     | Hongkong              | tvrdý     | Eudice Čongová        | 6–2, 6–3           |
| Finalistka | 8.  | červenec 2023     | Dallas, Spojené státy | tvrdý (h) | Julija Starodubcevová | 6–3, 2–6, 2–6      |

### Čtyřhra: 12 (7–5)
| Stav       | č. | datum             | turnaj                | povrch | spoluhráčka       | soupeřky ve finále                         | výsledek                   |
| ---------- | -- | ----------------- | --------------------- | ------ | ----------------- | ------------------------------------------ | -------------------------- |
| Vítězka    | 1. | 5. dubna 2010     | Ning-po, Čína         | tvrdý  | Jang Čao-süan     | Lu Ťia-siang Jang C'-ťün                   | 1–6, 6–2, [10–4]           |
| Finalistka | 1. | 2. července 2012  | Chu-ču, Čína          | antuka | Tchien Žan        | Li I-chung Čang Kchaj-lin                  | 6–3, 4–6, [6–10]           |
| Vítězka    | 2. | 3. prosince 2012  | Bangkok, Thajsko      | tvrdý  | Wen Sin           | Kim Na-ri I Je-ra                          | 7–5, 7–5                   |
| Vítězka    | 3. | 10. prosince 2012 | Bangkok, Thajsko      | tvrdý  | Wen Sin           | Huỳnh P. Đài Trang Li I-chung              | 6–0, 6–3                   |
| Finalistka | 2. | 25. února 2013    | Sydney, Austrálie     | tvrdý  | Tamara Čurovićová | Misa Egučiová Mari Tanaková                | 6–4, 5–7, [8–10]           |
| Vítězka    | 4. | 23. června 2014   | Si-an, Čína           | tvrdý  | Lu Ťia-ťing       | Liang Čchen Jang Čao-süan                  | 6–3, 7–6(7–2)              |
| Finalistka | 3. | 9. února 2015     | Launceston, Austrálie | tvrdý  | Jang Čao-süan     | Chan Sin-jün Džunri Namigatová             | 4–6, 6–3, [6–10]           |
| Vítězka    | 5. | 27. dubna 2015    | Gifu, Japonsko        | tvrdý  | Sü I-fan          | An-Sophie Mestachová Emily Webley-Smithová | 6–2, 6–3                   |
| Finalistka | 4. | 15. dubna 2016    | Šen-čen, Čína         | tvrdý  | Liang Čchen       | Šúko Aojamová Makoto Ninomijová            | 6–7(5–7), 4–6              |
| Vítězka    | 6. | 7. května 2016    | Anning, Čína          | antuka | Čang Kchaj-lin    | Varatčaja Vongteančajová Jang Čao-süan     | 6–7(3–7), 7–6(7–2), [10–1] |
| Finalistka | 5. | únor 2023         | Swan Hill, Austrálie  | tráva  | Liang En-shuo     | Lily Faircloughová Olivia Gadecká          | 3–6, 3–6                   |
| Vítězka    | 7. | květen 2023       | Kurume, Japonsko      | tráva  | Talia Gibsonová   | Funa Kozakiová Junri Namigatová            | 6–3, 6–3                   |